# Bundesstraße 26a
Die Bundesstraße 26a (Abkürzung: B 26a) verbindet das Autobahnkreuz Schweinfurt/Werneck in Verlängerung der Bundesautobahn 70 mit der „originalen“ Bundesstraße 26 bei Arnstein.
Nach dem Bundesverkehrswegeplan 2030  wird die B 26a als erster Abschnitt in die B 26n integriert, die an die A 3 an der Anschlussstelle Helmstadt angebunden werden soll.